# Gisela Schwarz (Politikerin, 1949)
Gisela Ida Else Schwarz (* 28. Februar 1949 in Wolgast) ist eine deutsche Politikerin (SPD). Von 1990 bis 2009 war sie Abgeordnete des Sächsischen Landtags.

## Leben
Gisela Schwarz besuchte die Erweiterte Oberschule (EOS) in Heringsdorf und machte dort eine Berufsausbildung mit Abitur an der Peene-Werft Wolgast. Sie absolvierte Schule und Ausbildung 1967 mit dem Abitur und dem Facharbeiterbrief Feinblechschlosser. Von 1967 bis 1971 folgte ein Studium an der Universität Rostock mit dem Abschluss als Diplom-Germanistin (1971). Sie promovierte 1991 an der Universität Jena.
1971 bis 1973 war sie angestellt beim Rat des Bezirks Gera in der Abteilung Kultur. Danach war sie freiberuflich tätig. Schwarz lebt in Warmbad. Sie ist verheiratet und hat zwei Kinder.
Von 1964 bis 1989 war sie Mitglied des FDGB und von 1984 bis 1989 als Elternvertreterin tätig.

## Politik
Gisela Schwarz trat 1990 der SPD in Chemnitz bei und wurde dort Mitglied des Bezirksvorstandes. Außerdem war sie von 1992 bis 2010 Vorsitzende des Unterbezirks Erzgebirge und von 2004 bis 2009 Mitglied im Kreistag des ehemaligen Mittlerer Erzgebirgskreises. Innerhalb ihrer Partei war sie zudem Landesvorsitzende der Arbeitsgemeinschaft sozialdemokratischer Frauen Sachsens (AsF).
Von 1990 bis 2009 gehörte sie vier Legislaturperioden lang dem Sächsischen Landtag an. Sie wurde stets über die Landesliste der SPD Sachsen gewählt und verzichtete 2009 auf eine erneute Kandidatur. Innerhalb des Parlaments war sie Mitglied im Ausschuss für Geschäftsordnung und Immunitätsangelegenheiten, im Bewertungsausschuss sowie im Ausschuss für Soziales, Gesundheit, Familie, Frauen und Jugend. Sie war außerdem von 1991 bis 2001 stellvertretende Vorsitzende und von 2001 bis 2005 Parlamentarische Geschäftsführerin ihrer Fraktion.
Seit Mai 2011 ist sie Vorsitzende des SPD-Ortsvereins Großolbersdorf/Wolkenstein.

## Ehrungen
Am 26. Mai 2003 wurde ihr von Landtagspräsident Erich Iltgen für ihre Beteiligung am „Neuanfang des Parlamentarismus in Sachsen als Abgeordnete“ die Sächsische Verfassungsmedaille verliehen.
Damit wurde insbesondere ihre Tätigkeit im Rechts- und Verfassungsausschuss des Sächsischen Landtages gewürdigt, dem sie während der Verfassungsberatungen 1991 bis 1992 als einziges ordentliches weibliches Mitglied angehörte.